# Sloket
Sloket (norwegisch für Mühlgraben) ist ein tief Gletscher im ostantarktischen Königin-Maud-Land. Im Mühlig-Hofmann-Gebirge fließt er zwischen dem Berg Slokstallen und dem Petrellfjellet in nördlicher Richtung.
Norwegische Kartographen, die ihn auch benannten, kartierten ihn anhand von Vermessungen und Luftaufnahmen der Dritten Norwegischen Antarktisexpedition (1956–1960).